# Magnetsried
Magnetsried ist eine ehemalige Gemeinde in Oberbayern und heute ein Ortsteil der oberbayerischen Gemeinde Seeshaupt im Landkreis Weilheim-Schongau. Das Kirchdorf liegt circa fünf Kilometer westlich vom Seeshaupter Ortskern.

## Geographie
Magnetsried liegt im Eberfinger Drumlinfeld ungefähr 70 Meter höher als der Starnberger See und etwa viereinhalb Kilometer westlich desselben.
Zur ehemaligen Gemeinde Magnetsried gehörten neben dem Kirchdorf selbst noch folgende zehn Ortsteile, die allesamt in der Gemarkung Magnetsried liegen:
- Brandenberg (Einöde)
- Eisenrain (Einöde)
- Holzmühle (Einöde)
- Hübschmühle (Weiler)
- Jenhausen (Kirchdorf)
- Kreutberg (Weiler)
- Nußberg (Einöde)
- Oppenried (Weiler)
- Schmitten (Weiler)
- Ungertsried (Einöde)

In Magnetsried befindet sich seit 1986 ein Gruppengästehaus des CVJM München.

## Geschichte
Mit dem Gemeindeedikt von 1818 entstand die Gemeinde Magnetsried, die zum Landgericht Weilheim gehörte.
Am 1. Januar 1978 wurde die Gemeinde im Zuge der Gebietsreform in Bayern aufgelöst und sämtliche Gebiete nach Seeshaupt eingemeindet.

### Einwohnerentwicklung
| Jahr | Einwohner |
| ---- | --------- |
| 1987 | 119       |
| 1970 | 101       |
| 1961 | 94        |
| 1950 | 147       |
| 1925 | 97        |
| 1871 | 108       |
| 1829 | 113       |

| Jahr | Einwohner |
| ---- | --------- |
| 1970 | 248       |
| 1961 | 296       |
| 1950 | 460       |
| 1925 | 318       |
| 1871 | 306       |
| 1847 | 259       |

## Verkehr
Durch Magnetsried führt die Staatsstraße 2064 (Weilheim in Oberbayern – Wackersberg). Im Ort hält die Linie 9655 des Oberbayernbusses (Weilheim in Oberbayern – Penzberg).

## Baudenkmäler

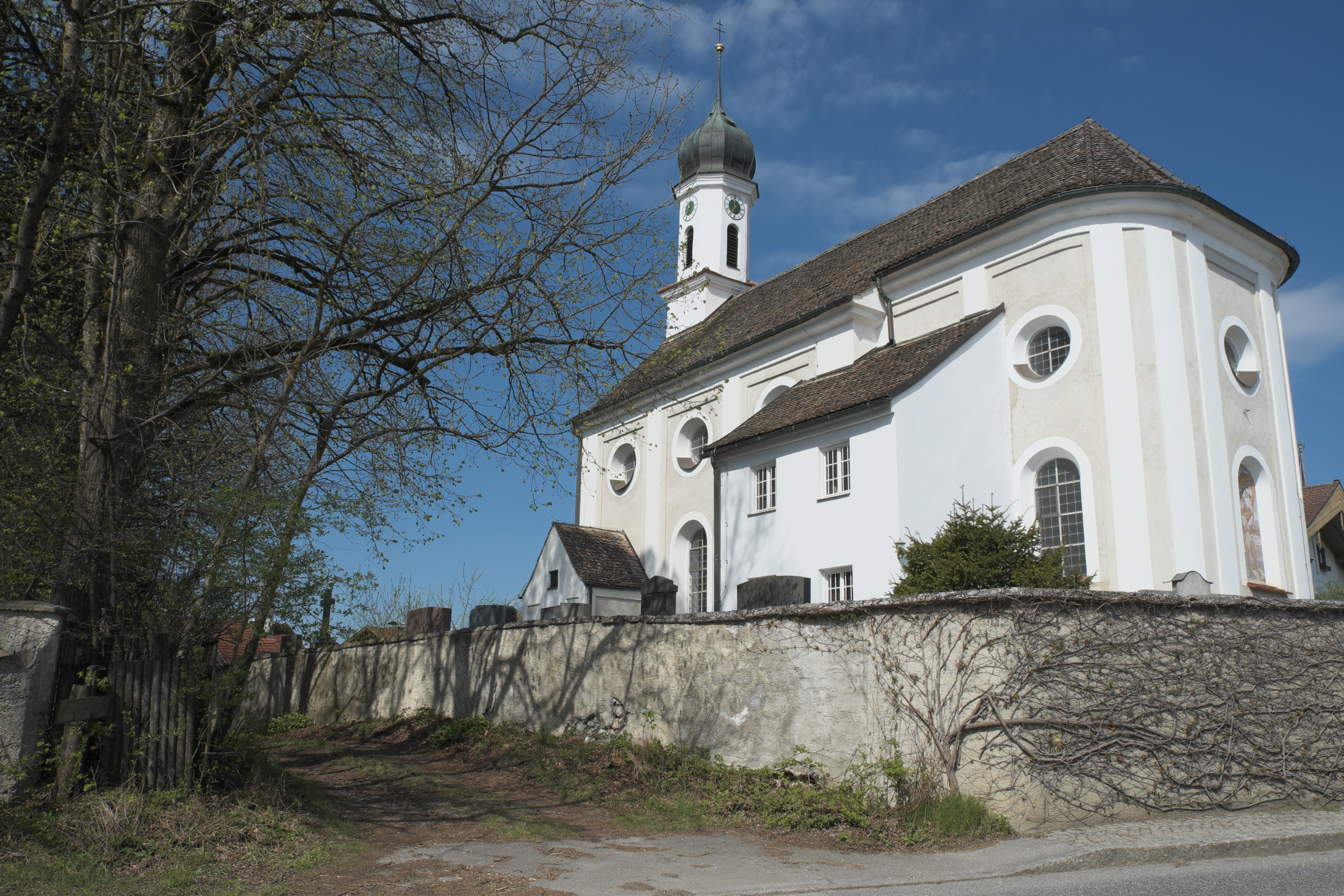
Kirche St. Margaretha

- Kirche St. Margaretha
- Pfarrhaus